# Annona tenuiflora
Annona tenuiflora är en kirimojaväxtart som beskrevs av Carl Friedrich Philipp von Martius.
Annona tenuiflora ingår i släktet annonor och familjen kirimojaväxter. Inga underarter finns listade i Catalogue of Life.